# ماسيمو ماريوتي
ماسيمو ماريوتي هو لاعب كرة قدم سويسري في مركز الدفاع، ولد في 22 نوفمبر 1961 في بيال/بيان في سويسرا. لعب مع نادي دويسبورغ.

## وصلات خارجية
- ماسيمو ماريوتي على موقع قاعدة بيانات كرة القدم.إي يو (الإنجليزية)
- ماسيمو ماريوتي على موقع بيانات كرة القدم. دي إي (الألمانية)